# 栫政彦
栫 政彦（かこい まさひこ、1965年6月2日 - ）は、鹿児島県鹿児島市出身の元プロ野球選手（投手）。

## 来歴・人物
鹿児島高から、1983年のプロ野球ドラフト会議で阪急ブレーブスから6位指名を受け入団。
技巧派の左腕で切れのいいカーブが武器だった。
1986年10月に森厚三との交換トレードで、広島東洋カープに移籍。一軍出場機会がないまま、1987年シーズンを最後に退団。

## 詳細情報

### 年度別投手成績
- 一軍公式戦出場なし

### 背番号
- 64 （1984年 - 1986年）
- 57 （1987年）